# 拉韦尔热讷
拉韦尔热讷（法語：La Vergenne，法語發音：[la vɛʁʒɛn]）是法国上索恩省的一个市镇，属于吕尔区。

## 地理
拉韦尔热讷（47°36'39"N, 6°31'25"E）面积2.95 平方千米，位于法国勃艮第-弗朗什-孔泰大區上索恩省，该省份为法国东部内陆省份，北起顺时针与孚日省、贝尔福地区省、杜省、汝拉省、科多尔省和上马恩省接壤。
与拉韦尔热讷接壤的市镇（或旧市镇、城区）包括：武南、莫方和瓦什雷斯。

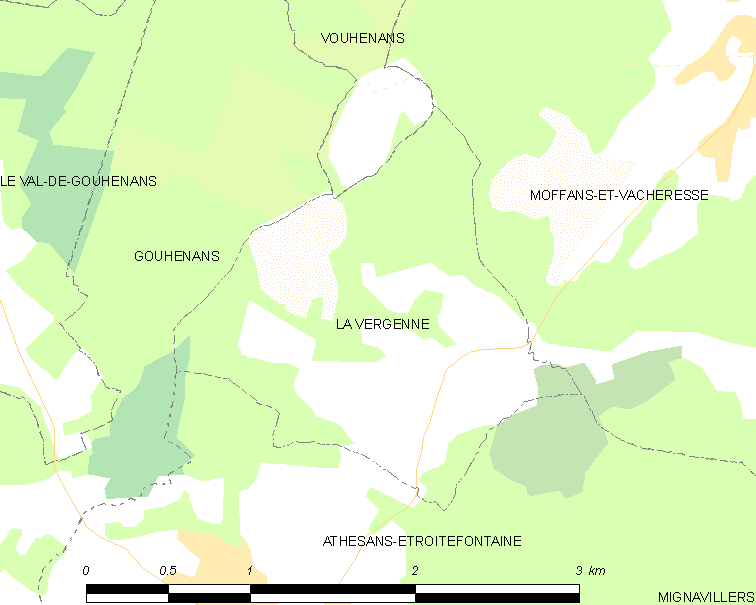
拉韦尔热讷的OSM定位图

拉韦尔热讷的时区为UTC+01:00、UTC+02:00（夏令时）。

## 行政
拉韦尔热讷的邮政编码为70200，INSEE市镇编码为70544。

## 政治
拉韦尔热讷所属的省级选区为维莱塞克塞勒县。

## 人口

1962-2008年间拉韦尔热讷人口变化图示

拉韦尔热讷于2022年1月1日时的人口数量为110人。